# ویشتال
ویشتال (به آلمانی: Wiesthal) یک شهر در آلمان است که در ماین-اشپسارت واقع شده‌است.